# ساروق
ساروق (بالفارسية: ساروق) هي مدينة تقع في إيران في مقاطعة فراهان. يقدر عدد سكانها بـ 2,189 نسمة .